# Сокольники-Парцеля
Сокольники-Парцеля (пол. Sokolniki-Parcela) — село в Польщі, у гміні Озоркув Зґерського повіту Лодзинського воєводства.
Населення — 189 осіб (2011).

## Демографія
Демографічна структура станом на 31 березня 2011 року:
|          | Загалом | Допрацездатний вік | Працездатний вік | Постпрацездатний вік |
| -------- | ------- | ------------------ | ---------------- | -------------------- |
| Чоловіки | 88      | 20                 | 53               | 15                   |
| Жінки    | 101     | 21                 | 50               | 30                   |
| Разом    | 189     | 41                 | 103              | 45                   |